# Cecilia Östlund
Cecilia Östlund (* 10. Januar 1988) ist eine schwedische Curlerin. 
Ihr internationales Debüt hatte Östlund bei der Juniorenweltmeisterschaft 2008 in Östersund, wo sie die Silbermedaille gewann. Bereits 2010 vertrat sie ihr Heimatland bei der Weltmeisterschaft. Bei den Weltmeisterschaften 2011 im dänischen Esbjerg gewann sie an der Seite von Skip Anette Norberg den Titel.

## Erfolge
- 2. Platz Juniorenweltmeisterschaft 2008
- 1. Platz Weltmeisterschaft 2011